# Lyciasalamandra luschani
La salamandra turca (Lyciasalamandra luschani) es una especie de anfibio urodelo de la familia Salamandridae.

## Descripción
Es de color marrón con pintas amarillas en el dorso, amarilla o blanquecina en los laterales, y rosada en la parte ventral. Los ojos son prominentes, al igual que las Glándulas paratiroides. La cola es estrecha. Los machos tienen una especie de pico en la parte dorsal de la base de la cola. Los adultos alcanzan los 13 cm de longitud.

## Distribución y hábitat
Esta especie se distribuye desde Fethiye a Finike, en el suroeste de Anatolia, donde al parecer tiene una distribución fragmentada. Una subespecie endémica (Lyciasalamandra luschani basoglui) se encuentra en la cercana isla griega de Kastelorizo. Podría tener una distribución más amplia.
Vive en bosques templados y matorral mediterráneo.

## Conservación y amenazas
Está amenazada por la pérdida de hábitat.

## Subespecies
- Lyciasalamandra luschani basoglui (Baran & Atatür, 1980)[5][6]
- Lyciasalamandra luschani finikensis (Basoglu & Atatür, 1975)[5][6]
- Lyciasalamandra luschani luschani (Steindachner, 1891)[5][6]